# Independent Games Festival

Logo del Festival de Videojuegos Independientes

El Independent Games Festival (lit. Festival de Videojuegos Independientes) es la reunión de desarrolladores de videojuegos independientes más importante del mundo. Se realiza todos los años como un evento que forma parte del Game Developers Conference.
El IGF fue creado en 1998 para asistir e inspirar innovación en el desarrollo de videojuegos y para reconocer a los mejores desarrolladores independientes.

## Estructura y premios
El festival, que ya se encuentra en su 14.o año, entrega un total de US$ 50.000 en premios a desarrolladores independientes en la Competición Principal y la Competición Para Estudiantes en la Ceremonia de Premios del IGF. Este evento se ha convertido en uno de los momentos más importantes del Game Developers Conference.
- Gran Premio Seumas McNally (US$ 30.000)
- Premio Nuovo (US$ 5.000) (originalmente el Premio a la Innovación)
- Excelencia en Artes Visuales (US$ 3.000)
- Excelencia en Audio (US$ 3.000)
- Excelencia en Diseño (US$ 3.000)
- Excelencia Técnica (US$ 3.000)
- Mejor Videojuego Móvil (US$ 3.000)
- Premio del Público (US$ 3.000)

Un premio adicional, "Excelencia en Narrativa", fue añadido en el IGF de 2013.
Además, la competición de la Exhibición de Estudiantes del IGF entrega los siguientes premios cada año:
- Ganador de la Exhibición de Estudiantes del IGF (ocho ganadores, $500)
- Mejor juego de estudiantes (US$3000)